# Павло Перс
Павло Перс — східносирійський теолог і філософ VI століття, який працював при дворі царя Сасанідів Хосрова I. Він написав кілька трактатів і коментарів про Арістотеля, які мали певний вплив на середньовічну ісламську філософію. Деякі вчені ототожнюють його з Павлом з Нісібісу (пом. 571 р. н. е.) і з Павлом з Басри. За словами Джексона, він був «християнином, який, можливо, вивчав грецьку філософію в школах Нісібіса та Гундешапура». Його пам’ятають своїми творами на сирійській мові як королівського покровителя. До них належать його нотатки на сирійській мові про логіку Аристотеля, в яких він проголошує перевагу науки над вірою.

## Життєпис
Павло Перський відомий з Хроніки Зерта ІХ століття та з Chronicon Ecclesiasticum якобітського історика ХІІІ століття Бар-Гебрея. Ці джерела вказують на те, що він народився в Дешахрі в Персії. Бар-Гебрей згадує, що жив за часів несторіанського патріарха Єзекіїля (567-580). За словами Бар-Гебрея, Павло був священнослужителем Церкви Сходу і добре розбирався в церковних і філософських питаннях.
Павло написав два відомі твори. Він створив вступ до філософії Арістотеля, який був виголошений перед перським царем Хосроєм I, а пізніше перекладений на сирійську мову Северусом Себохтом. Пізніше цей твір також був перекладений арабською мовою. Інша робота, що дійшла до нас, — «Про інтерпретацію», яка ніколи не була опублікована.
Хроніка Зерта, і Бар-Гебрей свідчать, що він прагнув стати митрополитом Фарса і, не отримавши обрання, навернувся до зороастризму. Однак це не задокументовано іншим чином і може бути просто продуктом суперництва між Якобітською Сирійською Православною Церквою та Несторіанською Церквою Сходу. Запис у Хроніці Сіерта звучить так:
(Chosroes) was very learned in philosophy, which he had studied, it is said, under Mar Bar Samma, bishop of Qardu, and under Paul the Persian Philosopher, who, being unable to obtain the metropolitan see of Persia, renounced the Christian religion.
(Хосрой) був дуже вченим у філософії, яку він вивчав, як кажуть, під керівництвом Мар Бар Самми, єпископа Карду, і Павла, перського філософа, який, не змігши отримати митрополичий престол Персії, відмовився від християнської релігії.

## Працює
- Пролегомени до філософії та логіки [8]
- Трактат про логіку Аристотеля Філософа, адресований королю Хоосровоусровау (сирійською мовою; Британський музей ms. 988 [Add. 144660], ff. 55v-67rv; Wright 1872, 1872, p. 1161); [9] переклад на латинську мову від JPN Land [10]

## Зовнішні посилання
- Павло Перський ( Encyclopedia Iranica )
- Сирійський інститут
- Павло Перський ( Рахам Аша )
- Логіка Аристотеля, Павло Перський (Перський переклад Бозоргмера Логмана)